# Limonia subhostilis
Limonia subhostilis är en tvåvingeart som beskrevs av Alexander 1935. Limonia subhostilis ingår i släktet Limonia och familjen småharkrankar.
Artens utbredningsområde är Taiwan. Inga underarter finns listade i Catalogue of Life.